# Dimetopia barbata
Dimetopia barbata är en mossdjursart som först beskrevs av Jean Vincent Félix Lamouroux 1816.  Dimetopia barbata ingår i släktet Dimetopia och familjen Bugulidae. Inga underarter finns listade i Catalogue of Life.